# Старицький Михайло Петрович
Миха́йло Петро́вич Стари́цький (2 (14) листопада 1839, Кліщинці — 14 (27) квітня 1904, Київ) — український письменник (поет, драматург, прозаїк), театральний і культурний діяч. Один з корифеїв українського побутового театру.
Батько української письменниці Людмили Старицької-Черняхівської.

## Життєпис

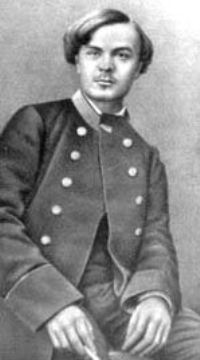
Михайло Старицький у 1863 році

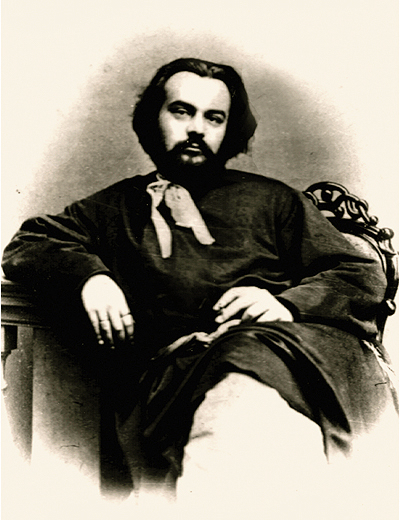
Михайло Старицький

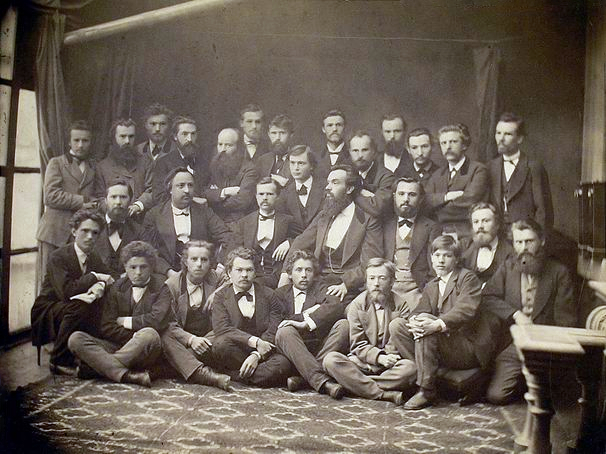
Київська «стара» громада разом зі студентською, 1874 р. Зліва направо: перший ряд: невідомо, Комарецький, невідомий представник студентської громади, Олександр Русів (скарбник), Іродіон Житецький, Волянський, Трохим Біленький, Михайло Левченко;
другий ряд: Микола Лисенко, Павло Чубинський, Іван Нечуй-Левицький, Михайло Старицький, Орест Левицький (делегат студентів при старій громаді), Діаконенко;
третій ряд: Фаворський, Михайло Драгоманів, Петро Косач (?), Білоусів, Микола Ковалевський, Пащенко, Хведір Вовк, Володимир Антонович, Микола Вербицький, Вільям Беренштам, невідомо, невідомо, Павло Житецький, невідомо.

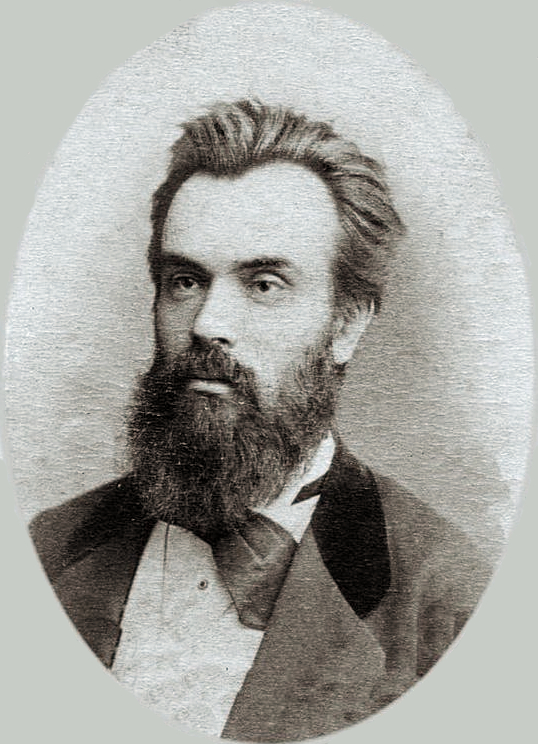
Михайло Старицький, 1870-ті рр.

Михайло Старицький народився 2 (14) листопада 1839 р. в селі Кліщинці Золотоніського повіту Полтавської губернії (тепер Черкаської області). Походив зі шляхетського роду. Батько, Петро Іванович, відставний ротмістр, помер, коли хлопцеві було вісім років. 1852 р. померла і мати — Анастасія Захарівна. Вона походила з родини Лисенків. Залишившись сиротою, Михайло виховувався у родині свого двоюрідного дядька — Віталія Романовича Лисенка, батька композитора Миколи Лисенка.
У 1851—1856 рр. хлопець навчався у Полтавській гімназії, яка була на той час однією з найкращих.
1858 р. Михайло Старицький разом з Миколою Лисенком вступає до Харківського університету, а 1860 р. родина Лисенків переїздить до Києва, і Михайло разом із Миколою перевелися на фізико-математичний факультет до Київського університету. Навчаючись там, обидва стали членами Київської (Старої) громади, яка була об'єднана ідеєю любові до української літератури, мови, музики, історії. Разом з друзями Михайлом Драгомановим, Петром Косачем відкрили власним коштом недільні школи та бібліотеки, працювали у них.
У 1861 р. Старицький та Лисенко провели новорічні свята на Полтавщині у свого товариша, автора гімну України Павла Чубинського. Пішки мандрували Україною, збирали фольклор. Коли в травні 1861 р. було перепоховання Т. Шевченка, київські студенти Михайло Драгоманов, Петро Косач, Тадей Рильський, Микола Лисенко та Михайло Старицький упряглися в траурний віз і Ланцюговим мостом, а потім Дніпровською набережною доправили його до церкви Різдва на Подолі. Того ж року, повертається до рідного села, щоб вступити у володіння батьківською спадщиною.
У 1862 р. одружився із молодшою на 11 років рідною сестрою троюрідного брата Миколи Лисенка Софією Віталіївною. Молодих обвінчав батюшка в сусідньому селі, додавши два роки Софії й один рік Михайлові.
1864 р. повертається до Київського університету, але навчається вже на правничому факультеті. 1865 р. закінчує навчання у Київському університеті.
У 1871 р. оселився в Києві. Увійшов у творчу співпрацю з Миколою Лисенком — вони спільно організували «Товариство українських сценічних акторів». Старицький записував народні пісні, які потім видавав у обробці Миколи Лисенка, писав лібрето до Лисенкових опер («Гаркуша», «Чорноморці», «Різдвяна ніч», «Тарас Бульба», «Утоплена»).
5 (17) грудня 1872 р. в приміщенні початкової школи сестер Марії та Софії Ліндфорс (на вул. Фундуклеївська, 21) відбулася перша вистава українського музичного театру в Києві — «Чорноморці», автором якої був Микола Лисенко, а постановник опери — Михайло Старицький.
1878 р. під тиском імперської влади Старицький припиняє активну громадську діяльність і деякий час, імовірно, мешкає у своєму родовому маєтку. Його перебування в цей період за кордоном, про що йдеться у деяких розвідках, практично нічим не підтверджується. До діяльного суспільного життя письменник повертається 1880 р. У 1883 та 1884 рр. митець видавав український альманах «Рада» (вийшло два випуски).
У серпні 1883 року Михайлу Старицькому було запропоновано очолити першу національну професійну трупу, більш відому як Театр корифеїв. Згаданий колектив у жовтні 1882 року створив у Єлисаветграді Марко Кропивницький, який і надалі продовжував виконувати в ньому обов'язки режисера. Старицького запросили до театру передусім як мецената, і він повністю виконав свою шляхетну місію. Драматург, як відомо, майже всі кошти від продажу власного маєтку в Карлівці витратив на потреби трупи. Актори трупи Старицького отримували гонорари більші, ніж на імператорській сцені, мали найкращі декорації та костюми. Театр Старицького гастролював по всій Росії з величезним успіхом.
1885 р. через низку причин Старицький залишив трупу корифеїв і заснував нову з молодих акторів.
У 1895 р. митець залишив театральну діяльність і цілком віддався літературній творчості.
Помер Михайло Старицький від серцевої недуги в Києві 27 квітня 1904 р. Похований на Байковому кладовищі (ділянка № 1, 2 ряд).
1948 р. на могилі був залізний (простий, трубчастий) хрест, пофарбований у блакитний колір і на ньому була табличка жовто-блакитного кольору з написом «Нехай Україна у щасті буя, у тім нагорода і втіха моя» із поеми «Morituri».

## Творчість

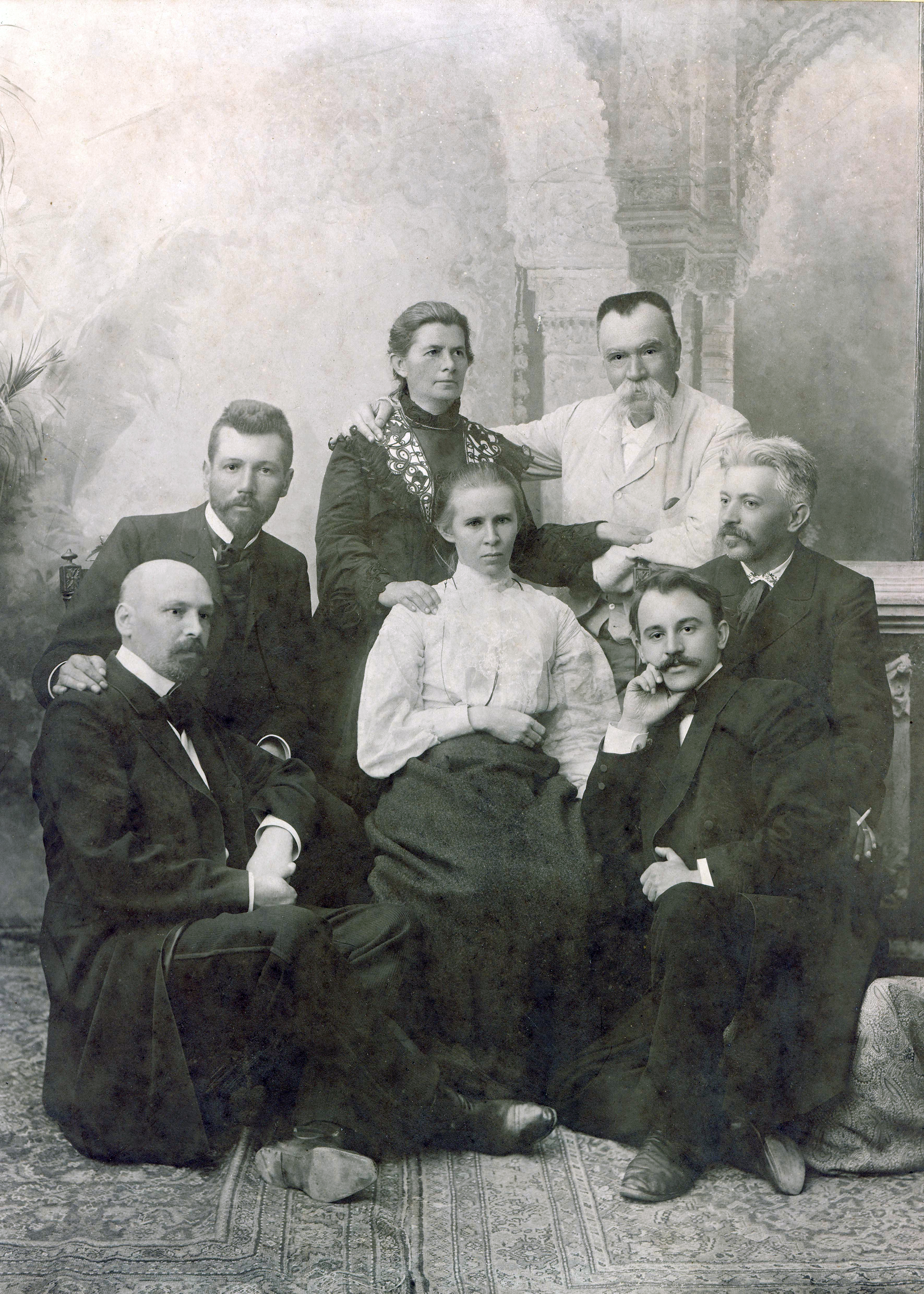
На відкритті пам'ятника Івану Котляревському в Полтаві, 1903 рік. Зліва направо: Михайло Коцюбинський, Василь Стефаник, Олена Пчілка, Леся Українка, Михайло Старицький, Гнат Хоткевич, Володимир Самійленко

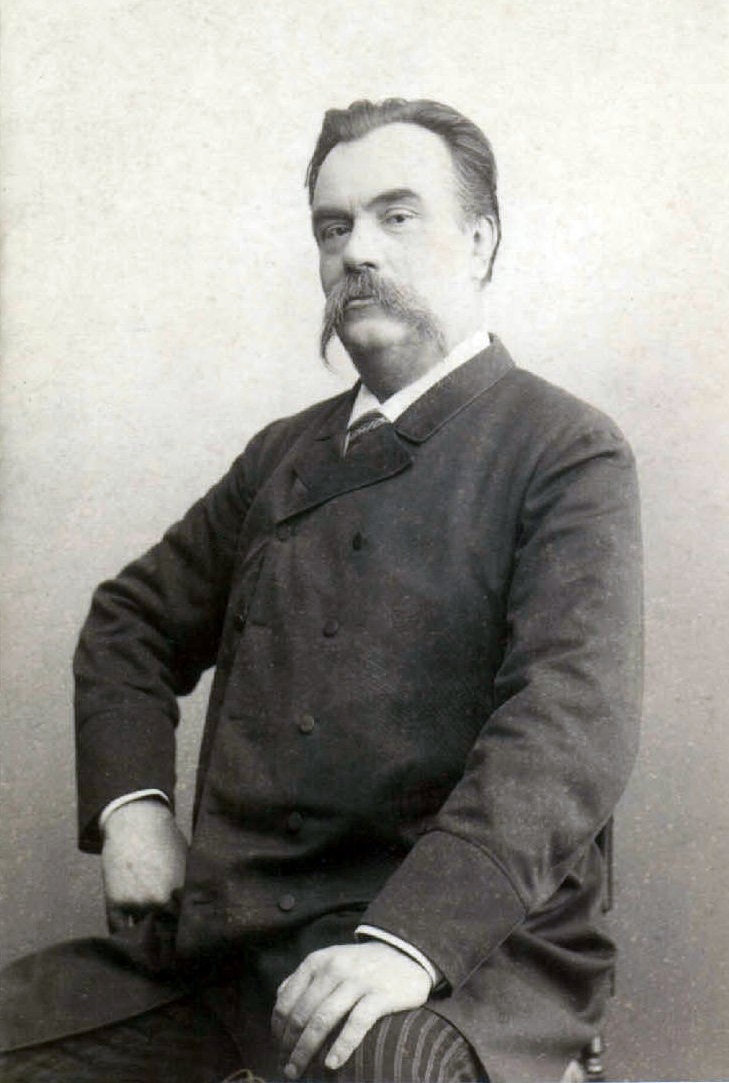
Михайло Старицький, кін. ХІХ ст.

Перші твори Старицького були надруковані 1865 року. Старицький був справжнім учителем молодих українських письменників і відіграв велику роль в організації літературного і громадського життя 1890-х рр.
Михайло Старицький переробляв п'єси інших авторів та інсценував прозові твори переважно в той час, коли він очолював об'єднану українську професійну трупу. Так були написані «Різдвяна ніч», «Утоплена», «Сорочинський ярмарок», «Тарас Бульба», «Циганка Аза», «Чорноморці», «За двома зайцями», «По-модньому» та інші.

### Поезія та переклади
Поетичну творчість Старицький розпочав перекладами з Олександра Пушкіна, Михайла Лермонтова, Миколи Некрасова, Генріха Гейне, Джорджа Байрона, Адама Міцкевича, сербських пісень та ін.

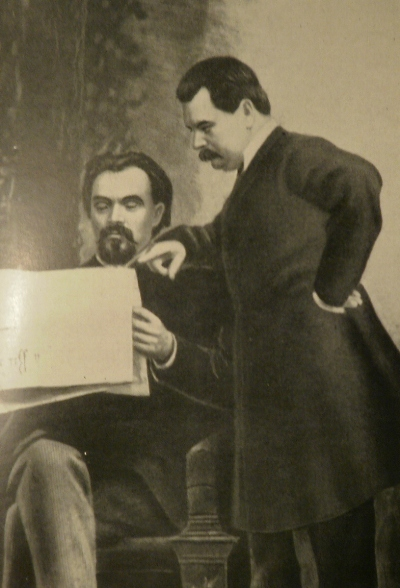
М. Старицький і М. Кропивницький. Одеса, 1884 р.

Одночасно писав оригінальні поезії, друкуючи їх у галицьких періодичних виданнях. У Києві були надруковані казки Ганса Крістіана Андерсена в його перекладі (псевдонім М. Стариченко) з ілюстраціями Миколи Мурашко (1873), «Сербські народні думи і пісні» (1876), збірка поезій «З давнього зшитку. Пісні і думи» (1881 — 1883) та інші.
Значною подією було видання «Гамлета» Вільяма Шекспіра в перекладі Старицького (1882).
Основне місце в оригінальній поетичній спадщині Старицького посідає його громадянська лірика з виразними соціальними («Швачка»), патріотичними («До України», «До молоді») мотивами, з оспівуванням героїчного минулого («Морітурі») чи протестом проти царизму («До Шевченка»). Окрема частина поетичної творчості письменника — його інтимна лірика («Монологи про кохання»).
Деякі ліричні поезії Старицького стали народними піснями («Ніч така, Господи, місячна, зоряна», «Ох і де ти, зіронько та вечірняя», «Туман хвилями лягає»).

### Драматургія
Великий внесок зробив Старицький в українську драматургію. Почавши з інсценізацій прозових творів та переробок малосценічних п'єс, Старицький написав багато оригінальних драматичних творів, найсильніші з них соціальні драми: «Не судилось» (1881), «У темряві» (1893), «Талан» (1893).
Значну популярність здобула драма «Ой, не ходи, Грицю, та й на вечорниці» (1890).
Особливе значення мають його історичні драми: «Богдан Хмельницький» (1897), «Маруся Богуславка» (1899).
В історії української драматургії Старицький відзначається як видатний майстер гострих драматичних ситуацій і сильних характерів.

### Проза
В останні роки життя, попри хворобу, Старицький написав історичний роман «Оборона Буші» (1894), романи «Перед бурею» (1897), «Молодість Мазепи» (1898), «Розбійник Кармелюк» (1903) та інші російською мовою.
«Розбійник Кармелюк» вперше опубліковано в газеті «Московский листок», окремою книгою цей роман вийшов у Москві 1908 року. Українською мовою роман виходив у Львові (1909—1910) та у Чернівцях (1927). У 1927–1928 р.р. під назвою «Кармелюк» роман вийшов у Києві за редакцією Л. М. Старицької. У 1957 та у 1959 роках роман з незначними скороченнями видавало видавництво ЦК ЛКСМУ «Молодь». 1965 р. цей роман випустило видавництво «Дніпро» російською мовою під назвою «Разбойник Кармелюк», а 1971 року — українською мовою під назвою «Кармелюк».

## Родина
Дочки — Людмила (1868—1941), Оксана (1875—1942) і Марія (1865—1930) — також були видатними діячами української культури. Син Юрій (пом. 1936) був юристом, ще одна дочка Ольга померла одинадцятилітньою.

## Вшанування пам'яті
- У Києві з 2002 року працює музей Михайла Старицького, де драматург мешкав з родиною три останні роки життя[4].
- Вулиці, названі ім'ям Михайла Старицького, існують в багатьох містах України.
- У листопаді 2020 року до 180-річчя письменника Укрпошта випустила марку «Михайло Старицький. 1840—1904» . Дата випуску — 12.11.2020. Тираж — 130 000 прим. Номінальна вартість — 8XV. Номер за каталогом Укрпошти — 1867[5].

Меморіальна дошка на вулиці Ярославів вал, 28 в Києві
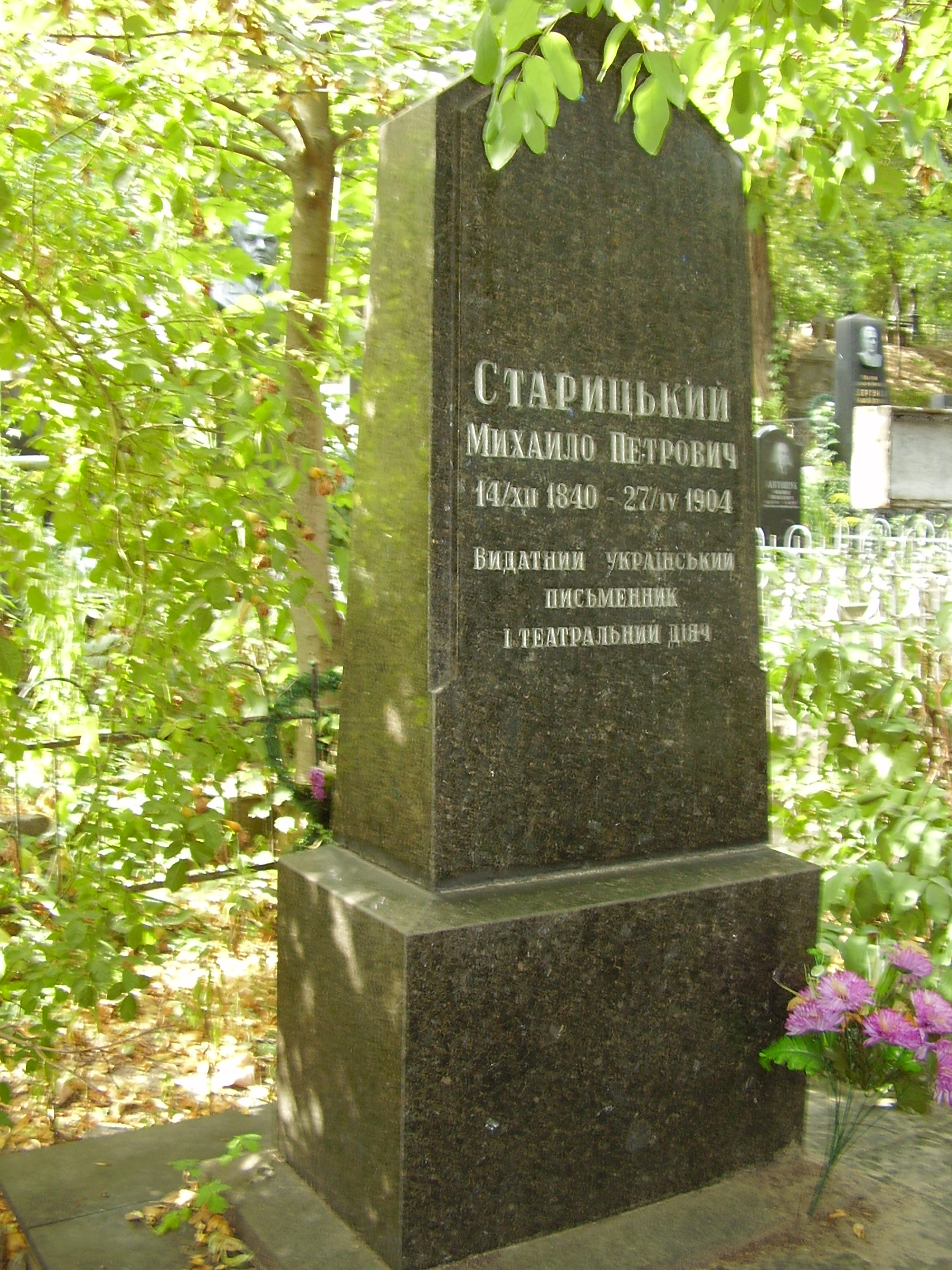
Могила Михайла Старицького
Аркуш марок «Михайло Старицький. 1840—1904»

## Бібліографія

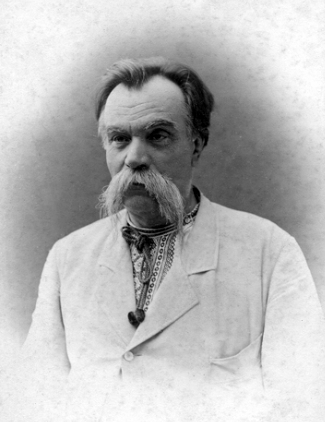
Михайло Старицький, бл. 1900 р.

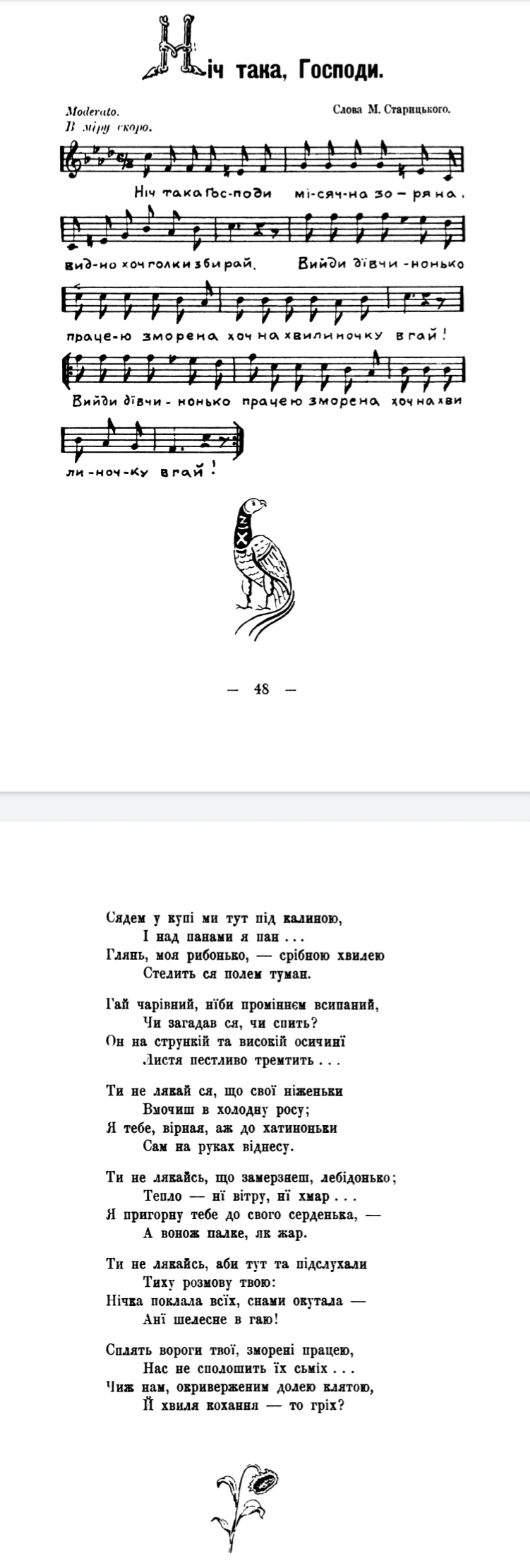
Пісня «Ніч така, Господи» Михайла Старицького з віденського видання 1916 року

### Поезія
- З давнього зшитку. Пісні і думи (1881; 1883)
- Поезії М. П. Старицького (1908)

### Проза
- Облога Буші (1891)
- Богдан Хмельницький
  - Перед бурею (1895; 1897)
  - Буря (1896)
  - Біля пристані (1897)
- Молодість Мазепи (1898)
- Розбійник Кармелюк (1903)

### Драматургія
- Як ковбаса та чарка, то минеться й сварка (1872)
- Чорноморці[6] (1872)
- Не судилось (1881)
- Утоплена, або Русалчина ніч[7] (1881)
- Сорочинський ярмарок (1883)
- Різдвяна ніч (1883)
- За двома зайцями[8] (1883)
- Крути, та не перекручуй[9] (1886)
- Ой, не ходи, Грицю, та й на вечорниці (1890)
- Тарас Бульба[10] (1893; 1897)[11][прим. 1]
- У темряві (1893)
- Талан (1893)
- Богдан Хмельницький (1897)
- Маруся Богуславка (1899)

### Переклади
- Сербські народні думи і пісні (1876)
- Гамлет, Принц Данський. Трагедія у V діях В. Шекспіра (1882)

## Додаткові примітки
1. ↑  1-ша редакція на 5 дій 1893 року була заборонена цензурою й не була поставлена, а 2-га ред. на 7 дій 1897 року була дозволена цензурою й була поставлена в українському театрі. П'єса вперше надрукована у Москві у 1910 році вже після смерті автора у виданні М. П. Старицький Драматичні товри Т. III й згодом передрукована у Києві з цього московського видання у 1965 та 1984 роках у 8-томнику Старицького[12][13][14][15]

## Видання

### Видання українською мовою

Суперобкладинка восьмитомного видання творів М. П. Старицького

- Старицький М. П. Розбійник Кармелюк: іст. роман: пер. з рос. Т. 1 / Михайло П. Старицький. — Чернівці: Книгарня й папірня Ю. Гливка і Сп., 19–?. — 168 с., 5 арк. іл.
- Старицький М. П. Розбійник Кармелюк: іст. роман: пер. з рос. Т. 2 / Михайло П. Старицький. — Чернівці: Книгарня й папірня Ю. Гливка і Сп., 19–?. — 176 с., 5 арк. іл.
- Старицький М. П. Розбійник Кармелюк: пер. з рос. Т. 3 / Михайло П. Старицький ; іл. артиста-маляра П. Видинівського. — Чернівці: Книгарня й папірня Ю. Гливка і Сп. — 208 с.
- Старицький М. П. Розбійник Кармелюк: іст. роман: пер. з рос. Т. 4 / Михайло П. Старицький. — Чернівці: Книгарня й папірня Ю. Гливка і Сп., 19–?. — 195 с., 5 арк. іл.
- Старицький М. П. Поезії М. П. Старицького, 1861—1904. — У Київі: З друк. С. А. Борисова, 1908. — IV, 471, V с., 3 арк. Портр.
- Як ковбаса та чарка, то минеться й сварка: (комедія зі співами на 1 дію: (із старої події) / М. Старицький. — Львів: Вид. «Русалка», 1925. — 30 с. — (Театральна бібліотека).]
- Старицький М. П. Вибрані твори / М. П. Старицький ; вступ. ст., прим. і ред. П. Руліна. — Харків ; Київ: Література і мистецтво, 1931. — LIV, 185 2 с. — (Літературна бібліотека) (Українське письменство).
- Старицький М. За двома зайцями: комедія на 4 дії / М. Старицький. — Київ: Мистецтво, 1945. — 128 с. — (Бібліотека української драматургії).
- Старицький М. Зимовий вечір: драм. етюд у 2 одслонах/ М. Старицький. — Київ: Мистецтво, 1946. — 52 с. — (Бібліотека художньої самодіяльності).
- Не судилось (Панське болото). — К. : Мистецтво, 1954. — 132 с.
- Хрест життя. — К. : Держлітвидав УРСР, 1958. — 168 с.
- Поетичні твори; упорядк., вст. ст., прим. М. І. Дяченка, худож. К. Калугін — Київ: Радянський письменник, 1958—544 с. + портр. автора.
- Ой не ходи, Грицю, та й на вечорниці. — К.: Держлітвидав УРСР, 1959. — 107 с.
- Кармелюк: історичний роман:
  - Т. 1. — Вінніпег: Тризуб, 1960. — 289 с.
  - Т. 2. — Вінніпег: Тризуб, 1961. — 286 с.
  - Т. 3. — Вінніпег: Тризуб, 1962. — 286 с.
- Твори: в 8 т. — К. : Дніпро, 1964—1965.
- Вибрані твори:— К.,"Дніпро",1967, 496 с., тир.65000.
- Вибрані твори. — К. : Дніпро, 1971. — 466 с.
- Кармелюк. — К. : Дніпро, 1971. — 708 с.
- П'єси. — К. : Мистецтво, 1984. — 308 с.
- Твори: у 2 т. — К. : Дніпро, 1984.
- Поетичні твори, драматичні твори. — К. : Наукова думка, 1987. — 572 с.
- Твори: в 6 т. — К. : Дніпро, 1989—1990.
- За двома зайцями — К. : Молодь, 1996. — 94 с.
- Руїна ; Облога Буші. — К. : Центр духов, культури, 1996. — 277 с. — ISBN 5-7707-6287-1.
- Останні орли. — Хмельницький: Поділля, 1996. — 670 с. — ISBN 966-7158-00-4.
- Руїна. — Х. : Факт, 2008. — 621 с. — ISBN 978-966-637-631-5.
- Не судилося. — К. : Школа, 2009. — 301 с. — ISBN 978-966-333-815-0.
- Облога Буші. — К. : Школа, 2009. — 206 с. — ISBN 978-966-339-797-9.

### Видання російською мовою
- Крест жизни. — К. : Гослитиздат Украины, 1956.
- Пьесы. — Львів ; М. : Искусство, 1958. — 603 с.
- Кармелюк. — К. Молодь, 1959. — 807 с.
- Перед бурей. — К. Молодь, 1960. — 679 с.
- Буря. — К. : Молодь, 1961. — 504 с.
- У пристани. — К. : Молодь, 1962. — 676 с.
- Стихи. — М. : Худож. лит., 1965. — 183 с.
- Повести и рассказы. — К. : Дніпро, 1986. — 434 с.
- Разбойник Кармелюк. — К. : Дніпро, 1988. — 686 с.— ISBN 5-308-00209-6.
- Богдан Хмельницкий. — К. : Дніпро, 1991. (Кн. 1 : Перед бурей. — 643 с. — ISBN 5-308-01170-2. Кн. 2 : Буря. — 569 с: портр. — ISBN 5-308-01171-0. Кн. З: У пристани. — 622 с — ISBN 5-308-01172-9.)
- Руина. — X. : Фолио, 2008. — 538 с. — ISBN 978-966-03-4248-4.

### Електронний ресурс творів
- Твори на ukrlit.org
- Твори Михайла Старицького в електронній бібліотеці «Відкрита книга»
- Твори Старицького на аудіобібліотеці litplayer
- Біографія і твори Михайла Старицького на «Українському Центрі»
- Старицький Михайло в Електронній бібліотеці «Культура України»
- М. Старицький. Перший монолог Голохвостого з комедії «За двома зайцями». Читає В. Білоцерківський
- М. Старицький. Другий монолог Голохвостого з комедії «За двома зайцями». Читає В. Білоцерківський